# Édouard Rey
Pour les articles homonymes, voir Rey.
Édouard Rey né le 13 juillet 1836 à Grenoble, décédé le 31 mars 1901 à Grenoble, est une personnalité politique française.

## Biographie

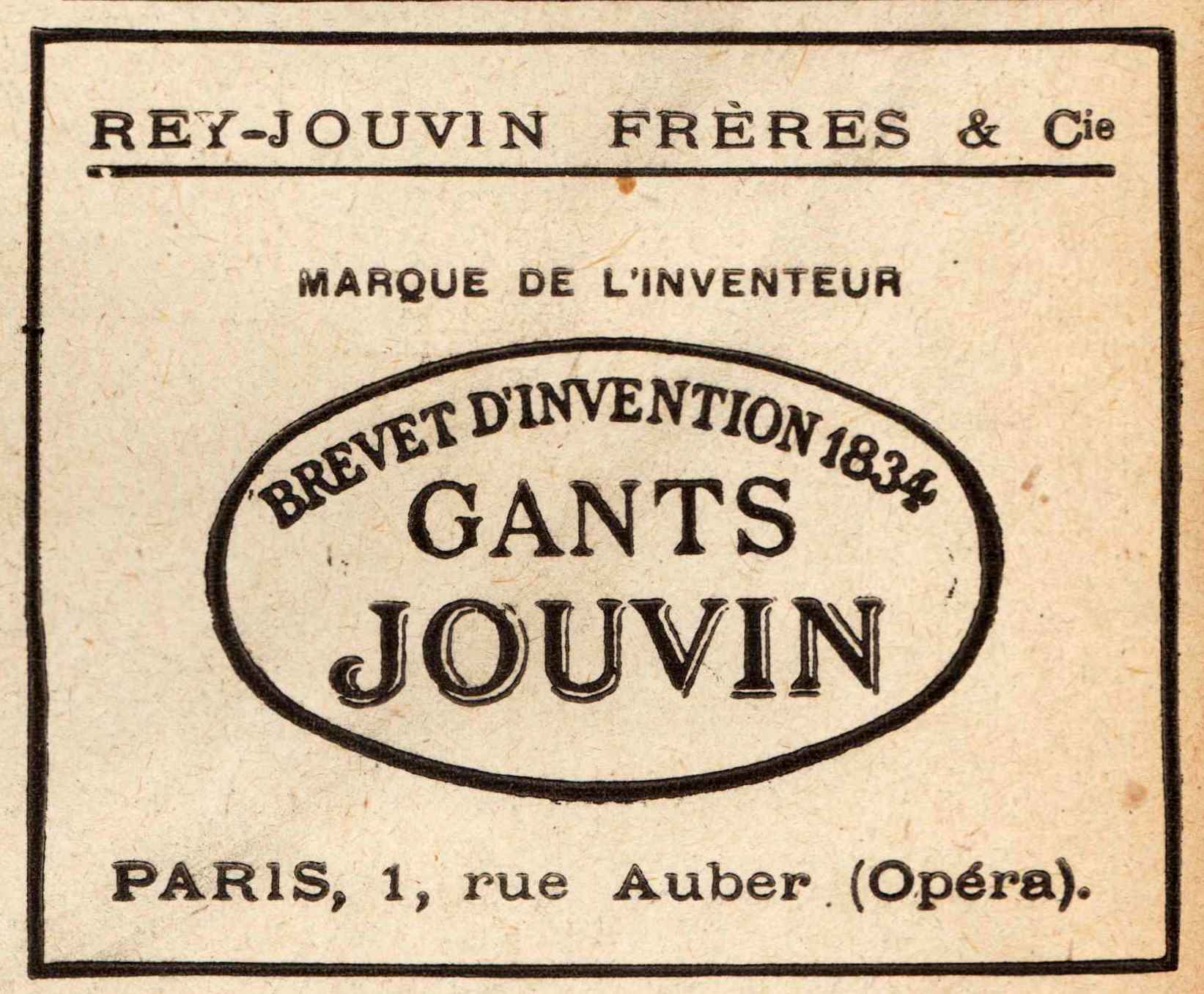
Publicité pour les gants Rey-Jouvin en 1918.

Fils d'Hugues Rey et de Françoise Chabert, marchands drapiers de la Grande rue, il fit ses études au lycée Stendhal. Journaliste à l'occasion, passionné de politique, il fera aussi carrière dans la ganterie ; il était le gendre de Xavier Jouvin ayant épousé sa fille unique Adèle Marie Rose Jouvin. Sa société de ganterie, et ses enfants, prendront le nom de Rey-Jouvin. Il était aussi le frère du bakouniniste devenu député républicain Aristide Rey. Édouard Rey, après avoir épaulé le maire de Grenoble, Auguste Gaché, lui a succédé de mars 1881 à mai 1888. Il fut également sénateur de l'Isère du 5 janvier 1888 au 3 avril 1901 et Vénérable[Quand ?] de la loge maçonnique des Arts réunis.
C'est à l'âge de 45 ans qu'il déclare au cours de la séance du conseil municipal du 10 juin 1881, « Messieurs, la ville étouffe dans un système de fortifications qui ruine les finances chaque fois qu'elle s'étend, entrave son essor, nous réduit à nous agiter dans d'étroites murailles quand les Alpes nous attirent, quand les richesses de la nature sont à nos portes ». Édouard Rey venait de définir le plan détaillé de transformation de la ville, mûri au cours des années précédentes au sein de la municipalité d'Auguste Gaché et qu'il entendait bien poursuivre. Un emprunt de 12 millions de francs allait lui donner les moyens de ses ambitions. À cette époque, le budget de la ville était de 5 millions de francs.
Au début de l'année 1882, Le ministère de la Guerre accepta enfin le déclassement des fortifications de la ville construits de 1832 à 1836 par le général Haxo ainsi que des terrains à proximité, un acte administratif tant souhaité 40 ans plus tôt par le maire Berriat (Ces remparts ouest étaient situés approximativement à l'emplacement actuel de la rue Félix Poulat). L'achèvement des nouvelles fortifications en 1879 au sud et en 1880 au nord de la ville par le général Cosseron de Villenoisy n'est certainement pas étrangère à la décision du ministère.
Opportunément, Édouard Rey allait installer la ville de Grenoble dans les quartiers et les boulevards comme Gambetta ou Agutte-Sembat. Visionnaire et précurseur à la fois, il avait en effet la vision de percer de nouvelles avenues, de nouveaux ponts dans une ville encore cernée par les remparts de 1836, au-delà desquels une ville nouvelle était en train de se développer depuis les années 1850. En effet, à l'ouest, entre le cours Berriat et la gare inaugurée en 1858, une paroisse Saint-Bruno y avait été constituée, peuplée de 8 000 habitants environ sur les 45 000 dénombrés lors du recensement de 1876. Mais ce quartier Saint-Bruno, peuplé par des habitants souvent pauvres, restait encore séparé de la ville fortifiée par une zone inconstructible servant de glacis devant les remparts et qui prenait le nom de zone de servitude militaire.

## Ses réalisations

### Les nouvelles voiries

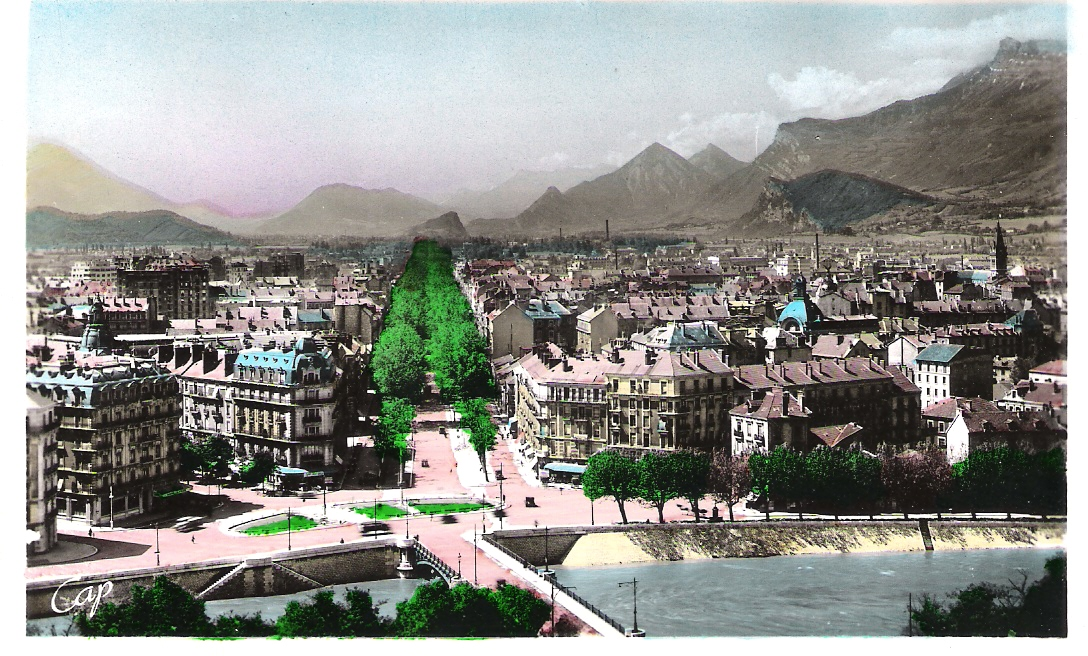
Place de la Bastille

C'est sous sa municipalité, que le quartier de l'esplanade appartenant auparavant à Saint-Martin-le-Vinoux est rattaché à Grenoble le 17 avril 1884. Ainsi, sous l'impulsion d'Édouard Rey, le projet du pont de la Porte de France desservant le quartier ouest sera construit, ainsi que la place de la Bastille (actuelle place Hubert-Dubedout). Avec cette place, deux grandes voies de circulation y arrivant seront créées : le boulevard Gambetta et le boulevard de Bonne (devenu boulevard Édouard-Rey).
Ce fut aussi la réalisation de 16 nouvelles rues dont l'avenue Alsace-Lorraine, la réalisation de la place de Metz et surtout l'inauguration le 27 mai 1885 de la place Victor Hugo autour de laquelle un nouveau centre d'affaires allait s'installer dans des immeubles modernes et cossus. Auparavant, la caserne de Bonne était installée à cet emplacement, elle a donc été transférée plus au sud en 1884, le long du nouveau boulevard Gambetta, vers les nouveaux remparts qui deviendront une quarantaine d'années plus tard le boulevard Maréchal Foch.
La modification de cette zone de la ville a simplifié l'accès à la gare ferroviaire grâce au prolongement de l'avenue de la gare vers la ville centre. En effet, depuis 1858, les voyageurs arrivant par le train partaient par l'avenue de la gare, tournaient à gauche dans le cours Saint André pour rentrer dans la ville par la porte Créqui le long des quais. À la fin de son mandat, Édouard Rey aura quadruplé la surface de la ville en direction du Drac.

### Les nouveaux équipements
Sur le plan des équipements, ce sera la construction du lycée Champollion, des groupes scolaires de la rue Lesdiguières et du cours Saint-André (actuel cours Jean-Jaurès), de l'hôtel des postes et télégraphes place Vaucanson, au-dessus duquel, s'élevait la tour du téléphone sur l'aile droite du bâtiment. Ce premier central téléphonique accueillait les lignes de quatre cents abonnés au 1er juillet 1888. Malheureusement, il fut détruit par un incendie en 1908.
Ce sera également pendant son mandat que l'on installa le tout-à-l’égout et qu'en 1882 démarra la construction de la première école de natation en province (piscine Jean-Bron). C'est aussi à cette période que commencera la réflexion sur le déplacement des hôpitaux civils et militaires, même s'il ne sera effectif qu'au début du siècle suivant.
Mais surtout, Édouard Rey fit réaliser le captage des eaux de la source de Rochefort, située à Varces-Allières-et-Risset pour alimenter la ville en eau potable, captage et distribution d'eau que les grenoblois utilisent encore aujourd'hui.

### Les expériences électriques

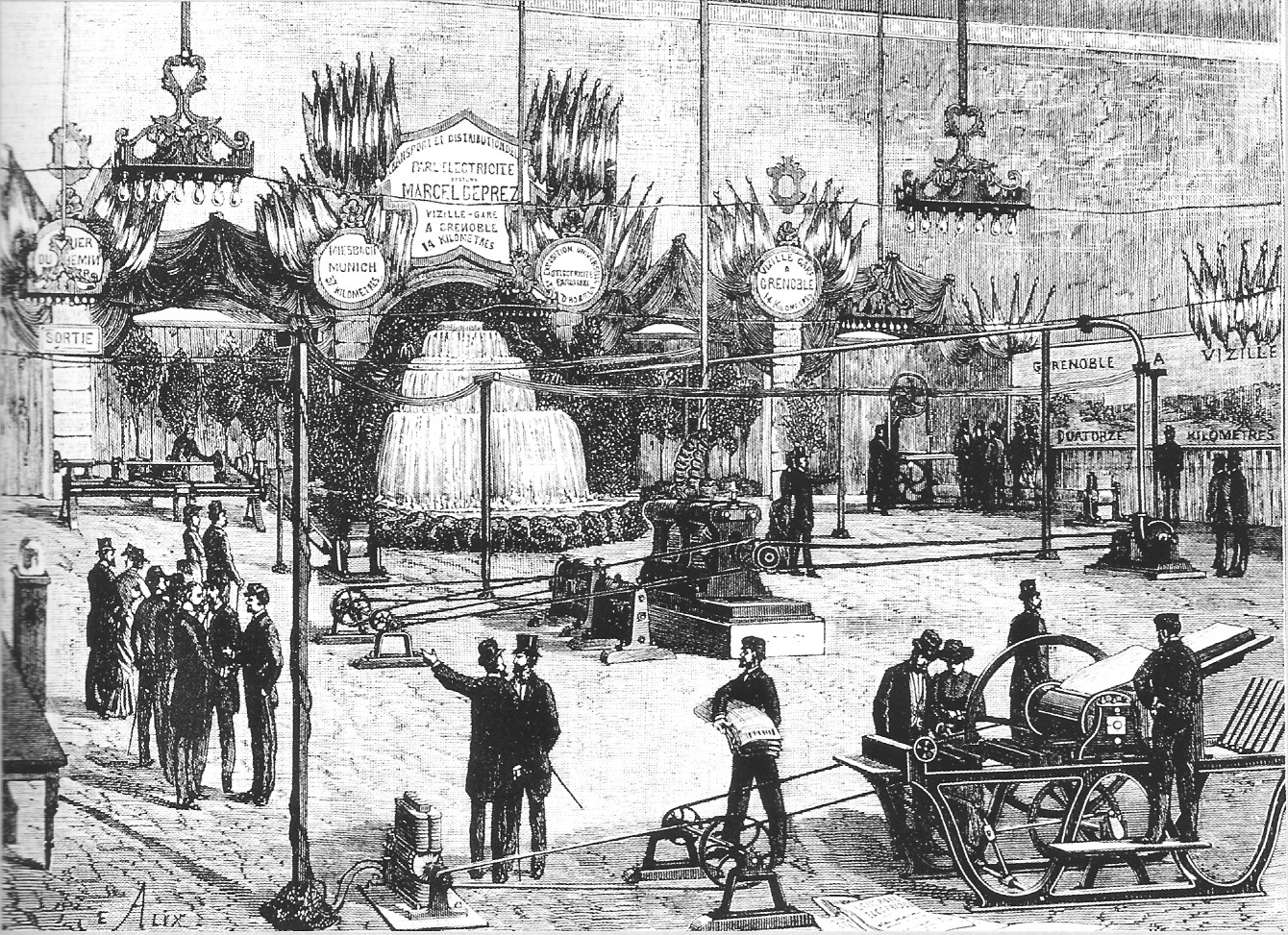
Expérience électrique de 1883

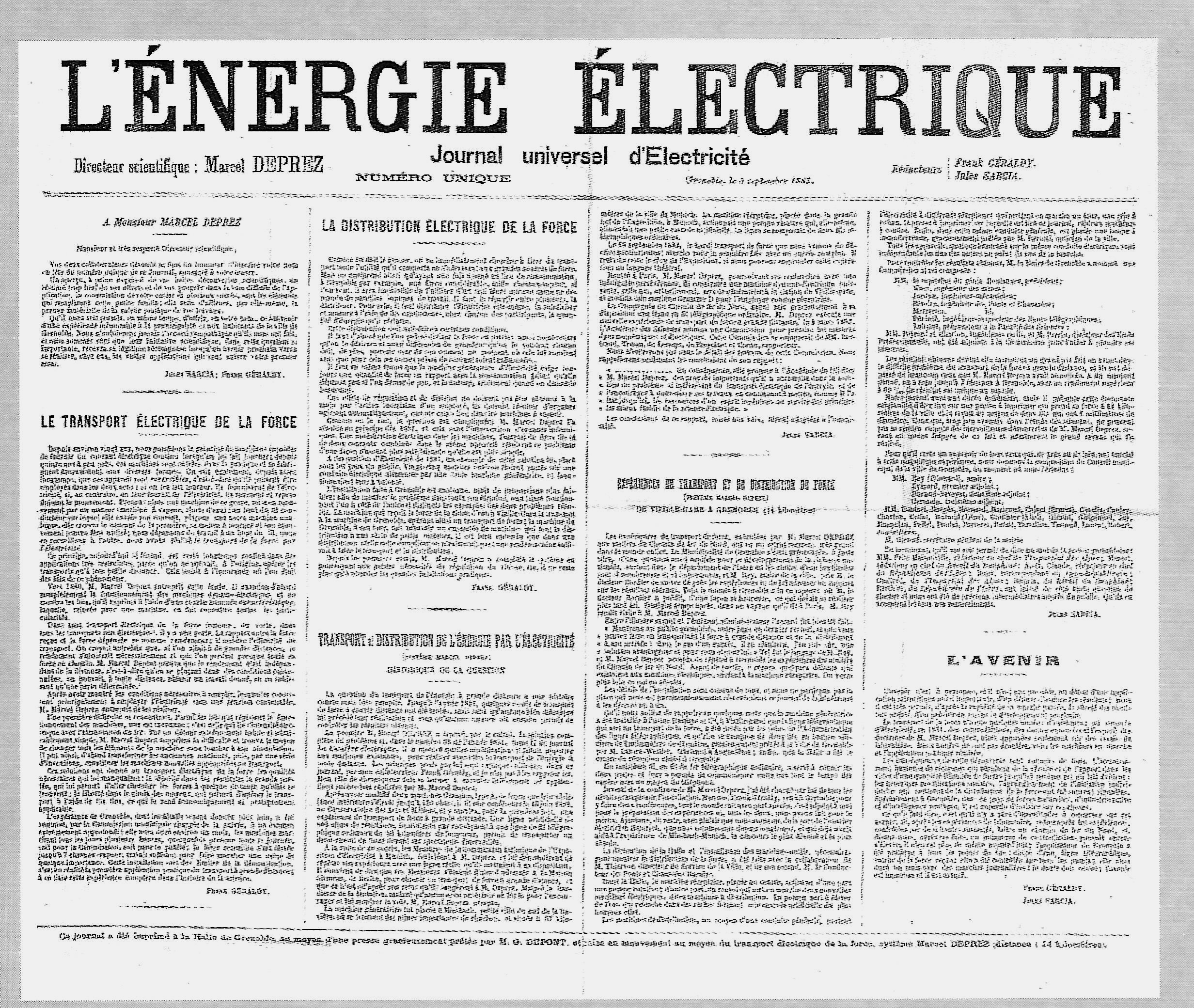
Journal unique édité en août 1883

Le fait que Grenoble ait été choisie comme lieu de prédilection pour des expériences liées au transport de l'électricité n'était pas dû au hasard. Son maire, Édouard Rey, s'intéressait tout particulièrement à l'hydroélectricité et à son transport.
C'est ainsi que le 14 juillet 1882, vingt lampes à incandescence prêtées par Aristide Bergès illuminèrent la place de la Constitution (actuelle place de Verdun). Alimentées grâce à une machine à vapeur délivrant une force motrice de deux chevaux. Les grenoblois dansèrent donc durant cette soirée à la lumière d'une technique révolutionnaire.
L'année suivante, Édouard Rey pressentant l'avenir radieux de l'électricité, incita l'ingénieur parisien Marcel Deprez à venir mettre en  place entre Vizille et Grenoble, sur 14 kilomètres, un transport d'électricité qui réussit parfaitement. La liaison ainsi formée était aérienne et avait été posée par l'administration des télégraphes. L'expérience commença à partir du 22 août 1883, dans la halle aux grains, rue de la république et consistait à faire tourner simultanément une scie à ruban, deux machines à coudre et une imprimerie. À cette occasion, on imprima un journal, l'Énergie électrique, qui n'eut pas de lendemain mais un titre prophétique « le doute doit cesser, l'avenir est immense et il est assuré ».
Face à l'engouement général pour l'électricité, et malgré les hésitations dues à la peur de la concurrence sur l'usine à gaz, la municipalité d'Édouard Rey accorda le 28 mars 1888 une concession à l'ingénieur Louis Bravet lui garantissant le monopole de l'éclairage électrique.
En contrepartie, l'ingénieur devait éclairer gratuitement certaines rues de la ville.
En juillet 1889, la société anonyme Société Grenobloise d'Éclairage Électrique (SGEE) et son directeur général, Louis Bravet, installa 6 lampes à arc voltaïque sur la place Grenette. En janvier 1890 une lampe à incandescence sera installée sur l'avenue Alsace-Lorraine. Les années 1890 furent donc marquées par les débuts étincelants de l'électricité.

## La fin de son mandat

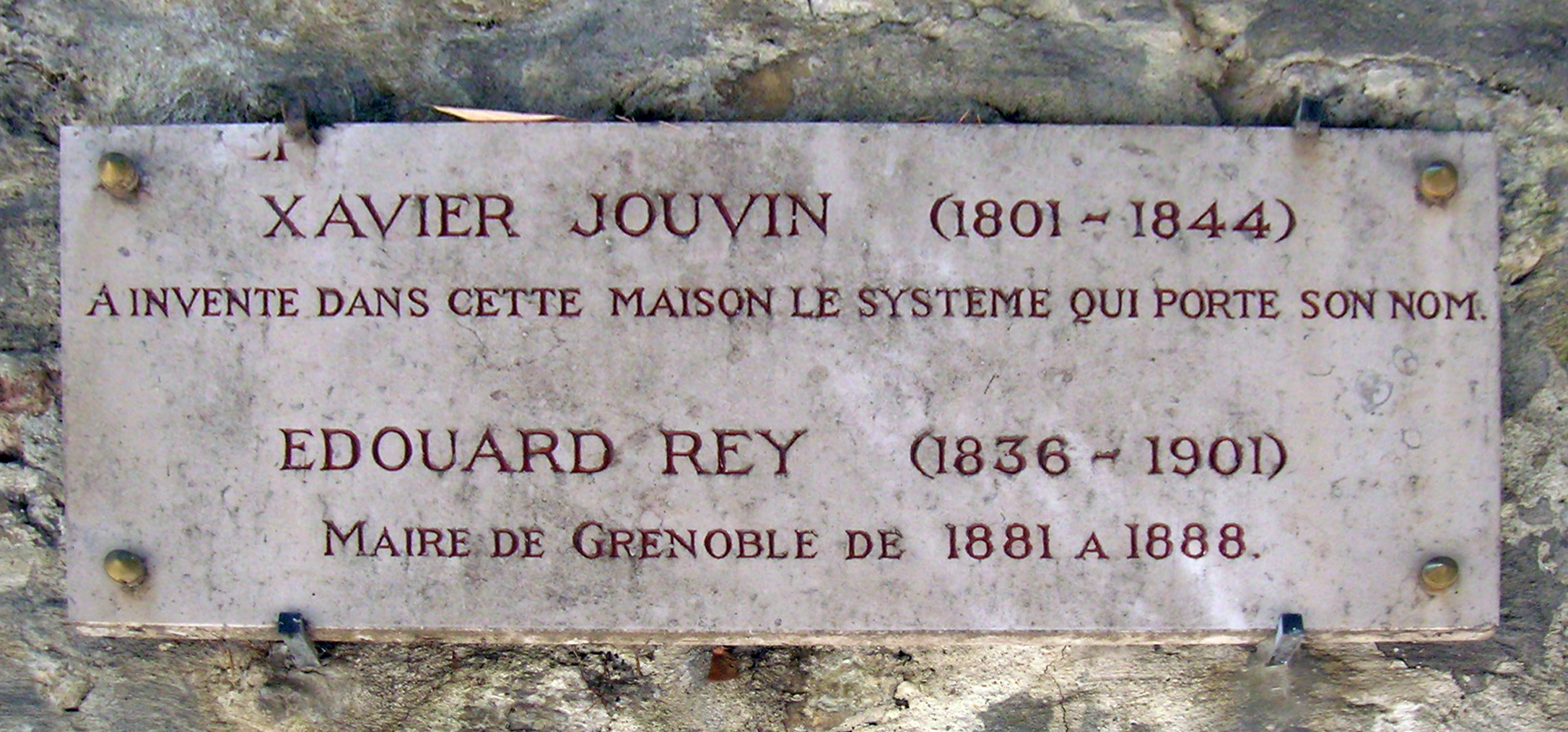
Plaque à l'entrée du musée de la ganterie de Grenoble.

Mais tant de réalisations allaient provoquer une augmentation des impôts locaux et Édouard Rey fut l'objet de vives réactions. Le directeur du journal le petit dauphinois avait décidé "d'avoir la peau du maire", car ce dernier lui avait refusé l'adjudication totale des kiosques municipaux.
Dès lors, une coalition conservatrice se ligua contre Édouard Rey qui, excédé et fatigué, présenta sa démission en 1886. Elle fut refusée et il resta en place. En janvier 1888, il se présente aux élections sénatoriales où il fut élu par 897 voix contre 118 pour le candidat conservateur. Cette élection eut pour effet d'accroître les attaques contre Édouard Rey, décrit par la presse conservatrice comme un dangereux visionnaire.
Quelques mois plus tard, aux élections municipales de mai 1888, les grenoblois préférèrent un homme tranquille qui avait déjà été maire de la ville de 1876 à 1881, le docteur Auguste Gaché.
Édouard Rey est enterré au cimetière Saint-Roch de Grenoble.